# Discontinuidad temporal de Planck
Se define como discontinuidad temporal, en mecánica cuántica, al hecho de que el tiempo no puede ser medido en valores continuos, sino discretos. Esto es debido al concepto de tiempo de Planck,
que define una unidad de tiempo y describe el intervalo de tiempo más pequeño para el cual aún rigen las leyes conocidas de la física y que pueden ser medidos antes de entrar en el mundo de la mecánica cuántica, en el estado llamado espuma cuántica. En el caso de intervalos más pequeños que el que se define como umbral, el tiempo se vuelve cuántico, pierde su propiedad conocida de continuo y pasa a estar constituido por saltos discretos.

## Consecuencia
Ya desde la época de los griegos, la Paradoja espacial de Zenón (Paradojas de Zenón) ponía a examen la verdadera posibilidad de medir el espacio. En este caso, la discontinuidad temporal es el equivalente temporal de la paradoja espacial de Zenón.
En consecuencia, la realidad temporal, a nivel macroscópico se observa como una continuidad, mientras que la realidad que subyace a nivel microscópico no es una continuidad temporal, sino valores discretos de tiempo objetivos que se aprecian subjetivamente como continuos, a nivel macroscópico.